# Leptatherina wallacei
Leptatherina wallacei är en fiskart som först beskrevs av Prince, Ivantsoff och Potter 1982.  Leptatherina wallacei ingår i släktet Leptatherina och familjen silversidefiskar. Inga underarter finns listade i Catalogue of Life.